# Heckler & Koch UMP
La UMP (Universale Maschinenpistole, pistola mitragliatrice universale) è un mitra prodotto dall'azienda tedesca Heckler & Koch.

## Caratteristiche
Realizzata in acciaio rivestita di polimeri, è azionato a massa battente, che spara ad otturatore chiuso, che permette un tiro più preciso ma aumentando il rischio di surriscaldamento la UMP è stata progettata per utilizzare principalmente cartucce calibro .45 ACP, più grandi e con maggiore potere d'arresto rispetto alle munizioni usate in altri mitra o pistole mitragliatrici, quali l'MP5.
Una cartuccia più potente produce però un maggiore rinculo, rendendo l'arma difficile da controllare in fuoco automatico; per questo motivo la cadenza è ridotta a 600/650 colpi al minuto. La UMP è inoltre dotata di selettore di fuoco con l'opzione della raffica da 3 colpi.
La Heckler & Koch UMP ha quattro diverse configurazioni di fuoco: semiautomatico, raffica da 3 colpi, automatico e sicura. È inoltre dotata di un calcio pieghevole per facilitarne il trasporto.
Sulla UMP sono applicabili quattro slitte Picatinny (una sulla parte superiore, una su quella inferiore, una a destra e una a sinistra) per l'utilizzo di diversi accessori, quali torce, mirini laser o più comunemente un'impugnatura verticale.

## Varianti
Esistono tre varianti per la UMP, a seconda del tipo di cartuccia utilizzato:
- UMP45 (.45 ACP)
- UMP40 (.40 S&W)
- UMP9 (9 × 19 mm Parabellum)

Esteticamente e meccanicamente sono identiche e convertibili cambiando solo canna, otturatore e caricatore.
Un'ulteriore variante, prodotta per il mercato civile statunitense, è la USC (Universal Self loading Carbine) con funzionamento esclusivamente semiautomatico, canna allungata a 40,64 cm (16 pollici) e senza spegni fiamma e caricatore da 10 colpi, tali modifiche sono rese necessarie ai fini di rispettare la normativa americana sulle armi per il mercato civile.

## Utilizzatori
- Australia
- Francia - Gendarmerie nationale (UMP9)
- Messico
- Portogallo
- Romania
- Slovacchia
- Stati Uniti
- Italia squadre U.O.P.I. Polizia di Stato (UMP9)[2]